# Shuitian (sockenhuvudort i Kina, Jiangxi Sheng, lat 27,42, long 115,15)
Shuitian är en sockenhuvudort i Kina. Den ligger i provinsen Jiangxi, i den sydöstra delen av landet, omkring 160 kilometer sydväst om provinshuvudstaden Nanchang. Antalet invånare är 16 025. Befolkningen består av 7 570 kvinnor och 8 455 män. Barn under 15 år utgör 22,0 %, vuxna 15-64 år 69 %, och äldre över 65 år 8,0 %.
Runt Shuitian är det ganska tätbefolkat, med 166 invånare per kvadratkilometer. Närmaste större samhälle är Baqiu, 14,5 km norr om Shuitian. I omgivningarna runt Shuitian växer i huvudsak blandskog.
Genomsnittlig årsnederbörd är 2 089 millimeter. Den regnigaste månaden är juni, med i genomsnitt 356 mm nederbörd, och den torraste är oktober, med 23 mm nederbörd.